# Národní park Manusela
Národní park Manusela se nachází na indonéském ostrově Seram na Molukách. Je tvořen ekosystémy pobřežních, bažinatých, nížinných a horských lesů. Nejvyšší ze šesti zdejších hor je Mount Binaiya se svou výškou 3 027 metrů. Ostrov Seram je znám pro své velké množství endemitních druhů ptáků. Park také zároveň chrání některé důležité krasové oblasti. V hoře Hatu Saka se nachází nejhlubší jeskyně Indonésie Goa Hatusaka.

## Flóra a fauna

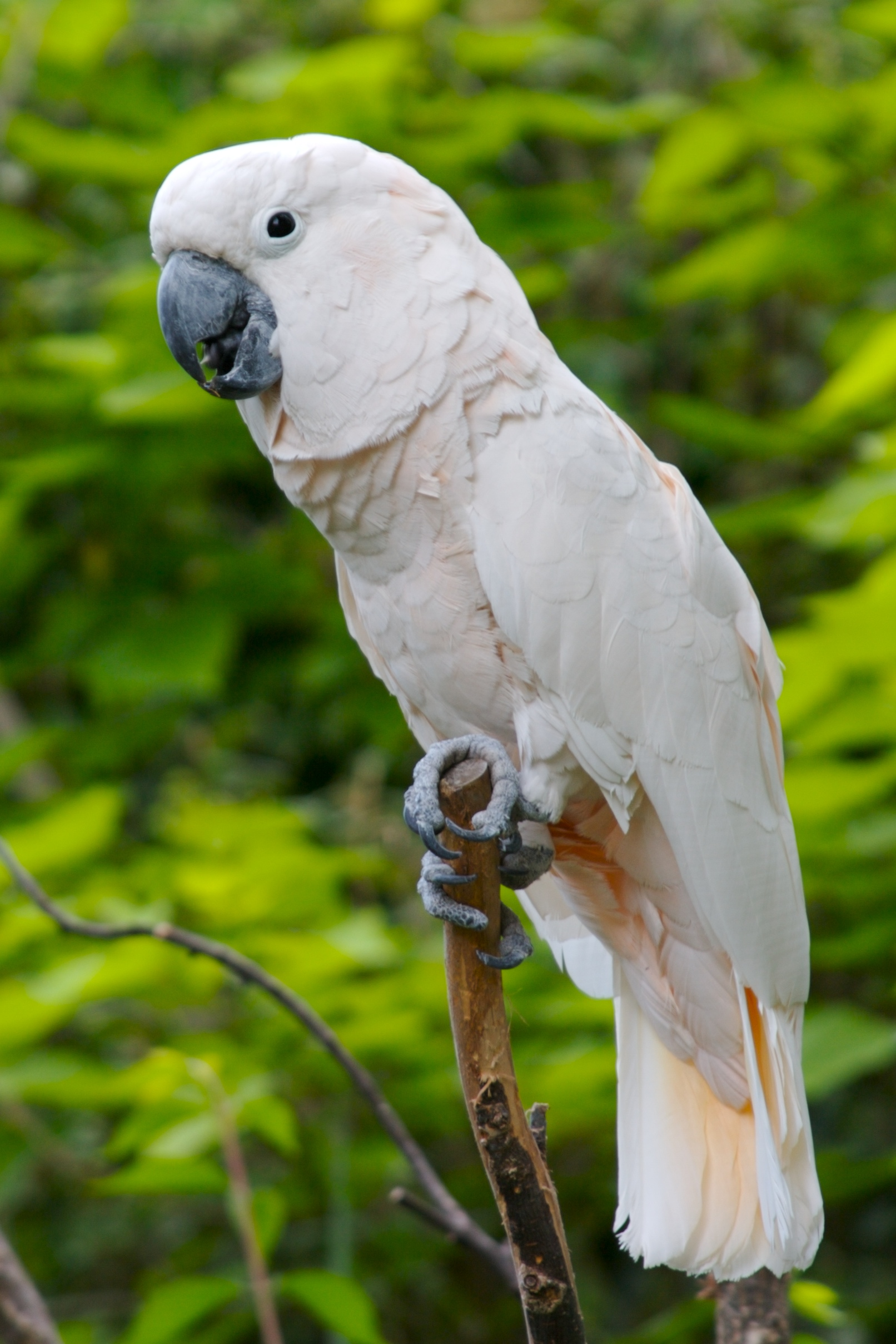
Kakadu molucký, který žije v parku

V národním parku Manusela rostou například kolíkovníky (Avicennia), rostliny Dryobalanops či Octomeles, pandány (Pandanus), Alstonia scholaris, vrcholák pravý (Terminalia catappa), dále rostliny Shorea selanica, Bruguiera sexangula, Melaleuca leucadendra, Pometia pinnata, Rhizophora acuminata a různé druhy vstavačovitých.
Na ostrově žije 118 druhů ptáků, z toho patnáct endemicky. Vyskytuje se zde například eklektus různobarvý (Eclectus parrot), lori červenolící (Lorius domicella), kakadu molucký (Cacatua moluccensis), ledňáček lazulový (Todiramphus lazuli) a ledňáček posvátný (Todiramphus sanctus), zoborožík žlutoprsý (Philemon subcorniculatus), papoušek amboinský (Alisterus amboinensis), kruhoočko dvoubarvé (Tephrozosterops stalkeri), muchálek černobradý (Symposiachrus boanensis) či sova Tyto almae.
Ze savců se nacházejí jak asijské druhy (myšovití), tak australské, jako některé druhy vačnatců. Horská oblast Seramu má vysoký počet endemitních savců, z 38 druhů je jich 9 téměř či úplně endemitních. Žije zde bandikut Rhynchomeles prattorum, kaloň Pteropus chrysoproctus a Pteropus ocularis, hlodavec Melomys fraterculus či krysa Rattus feliceus. Všechny tyto druhy jsou považovány za ohrožené.

## Lidská populace
V parku se nacházejí čtyři vesnice: Manusela, Ilena Maraina, Selumena a Kanike. Manusela je také název pro jedno ze zdejších pohoří, etnickou skupinu a její jazyk. V překladu z místního jazyka znamená manusela „svobodný pták”.

## Ochrana a ohrožení
Roku 1972 byly jako přírodní rezervace označeny dvě oblasti v centrální části ostrova: Wae Nua (20 000 ha) a Wae Mual (17 500 ha). Roku 1978 se navrhlo sjednotit tyto oblasti do národního parku. Ten byl založen roku 1997, aby chránil území o rozloze 1 890 km2, což představuje 11 % ostrova.
Hlavním důvodem ohrožení je odlesňování probíhající na ostrově, přičemž bylo jako nelegální zaznamenáno i parku. V parku jsou rovněž nelegálně odchytáváni (a později prodáváni) volně žijící ptáci, především kakadu molucký, který je kvůli ničení přirozeného prostředí a lovu vážně ohrožen. Národní park představuje jeho poslední útočiště. Několik těchto ptáků, kteří byli dříve zabaveni pašerákům, bylo poprvé zpětně vypuštěno do přírody roku 2006.